# Mielnik (Podlachië)
Mielnik is een dorp in het Poolse woiwodschap Podlachië, in het district Siemiatycki. De plaats maakt deel uit van de gemeente Mielnik en telt 980 inwoners.